# Œuvre collective
Ne doit pas être confondu avec Œuvre de collaboration.
 (septembre 2012).
Si vous disposez d'ouvrages ou d'articles de référence ou si vous connaissez des sites web de qualité traitant du thème abordé ici, merci de compléter l'article en donnant les références utiles à sa vérifiabilité et en les liant à la section « Notes et références ».
L’œuvre collective, en droit d'auteur français, est définie par l’article L. 113-2 alinéa 3 du Code de la propriété intellectuelle comme celle « créée sur l’initiative d’une personne physique ou morale qui l’édite, la publie et la divulgue sous sa direction et son nom et dans laquelle la contribution personnelle des divers auteurs participant à son élaboration se fond dans l’ensemble en vue duquel elle est conçue, sans qu’il soit possible d’attribuer à chacun d’eux un droit distinct sur l’ensemble réalisé ». L’article L. 123-3 précise que « la durée du droit exclusif est de soixante-dix années à compter du 1er janvier de l'année civile suivant celle où l'œuvre a été publiée. »
La notion existe aussi en droit italien.

## Définition
En pratique, l'œuvre collective se définit donc grâce à deux critères :
- l’œuvre doit être créée à l’initiative et sous la direction d’une personne physique ou morale.

Par exemple, le répertoire SIREN a été considéré comme une œuvre collective dont les droits peuvent revenir à l’Insee[réf. nécessaire]. De même, un slogan publicitaire constitue une œuvre collective dès lors qu’il a été élaboré au sein d’une agence de publicité avec la participation de tous ses membres sans qu’il soit possible de déterminer, le créateur de ladite équipe susceptible d’invoquer un droit d’auteur personnel, ni d’attribuer aux différents membres, qui ne sont pas déterminés, des droits indivis sur l’œuvre[réf. nécessaire]. C'est encore la même solution qui a été choisie pour un guide touristique, un bijou créé par une équipe de designers, etc.[réf. nécessaire]
- l'œuvre doit présenter une fusion des contributions empêchant l’attribution aux participants de leurs apports particuliers.

La jurisprudence interprète largement cette condition, ce qui est favorable aux employeurs. Elle admet facilement le caractère indiscernable des interventions et elle estime même que l’œuvre doit être réputée collective et qu'elle appartient à celui qui l'édite, la publie et la divulgue sous son nom. Cette qualification vaut sauf preuve du contraire, ce qui signifie qu'il appartient à ceux qui contestent et revendiquent des droits de faire la preuve que l'œuvre collective n'est pas constituée.[réf. souhaitée]
Les décisions de justice de ces dernières années donnent à l'œuvre collective une place croissante. Outre le journalisme, on la voit désormais s'appliquer plus largement à la photographie, au jeu vidéo, à la création musicale, à la publicité et au dessin.[réf. souhaitée]

### Exemples d' œuvre collective
- Tablettes des Flandres (1948)
- Tablettes du Hainaut (1955)
- Tablettes du Brabant (1956)